# 国鉄C52形蒸気機関車
C52形蒸気機関車（C52がたじょうききかんしゃ）は、日本国有鉄道（国鉄）の前身である鉄道省が輸入した旅客用テンダー式蒸気機関車である。
当初は8200形（2代）と称したが、1928年10月の車両形式称号規程改正によりC52形に形式変更された。

## 導入の背景
登場時は決定版と思われたC51形（18900形）であったが、後継機の開発は休む間もなかった。需要の旺盛な日本最重要の幹線である東海道・山陽本線用の旅客用機関車は、速度のさらなる向上と牽引列車重量の増大という二つの難問に同時に対処しなくてはならなくなった。
C51形は技術上の限界に達していたと判断されたため、全く新しい技術の導入が検討された。そこで1925年（大正14年）、国産化の方針を維持しつつ当時欧米で研究開発・実用化が進んでいた3シリンダー機構を導入するために、サンプル機を少数輸入することとした。これが後に称号規程改正でC52形となる8200形である。
検討比較の結果、米国アメリカン・ロコモティブ（アルコ）社に半ダース6両の機関車本体のみが発注された。ダース単位の発注が普通であった米国鉄道界の慣例でいえば、最低限度の両数に発注数を絞り込んだことになる。しかも、費用節約のため炭水車は日本製としており、まさに必要最小限度の輸入ではあったが、鉄道省制式機で唯一、そして日本の国有鉄道で最後の外国製蒸気機関車である。機関車は、同社のスケネクタディ工場で1925年11月に完成し、日本へは1926年（大正15年）2月に到着した。製造番号は66409 - 66414である。

## 構造

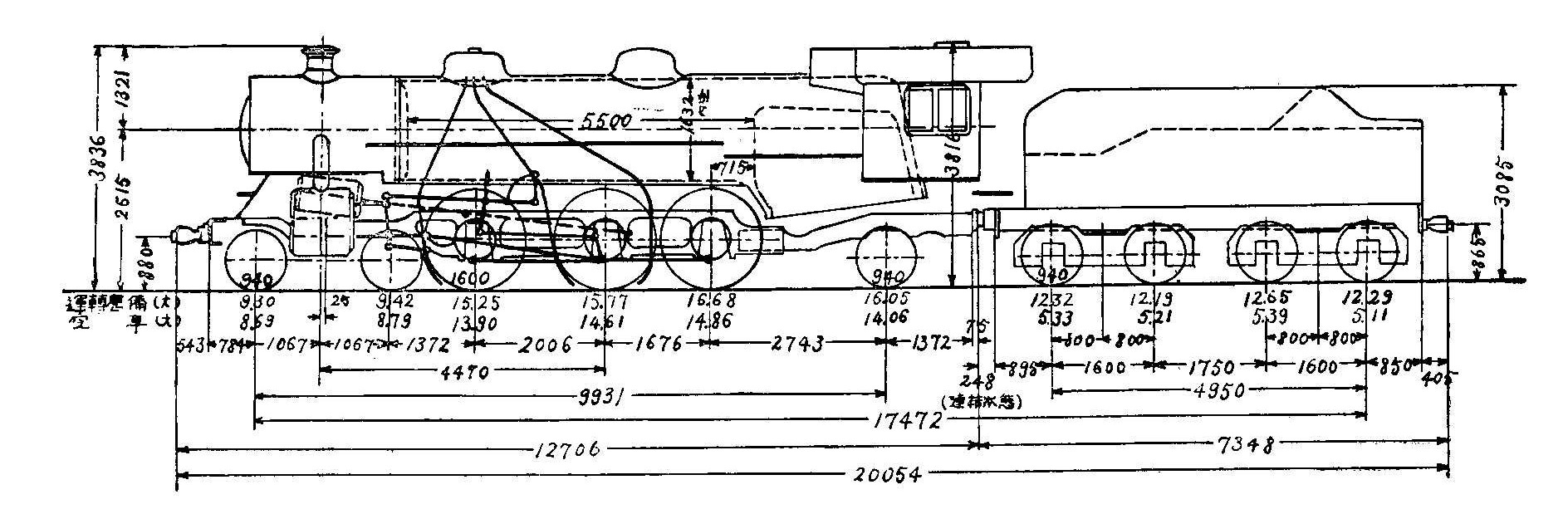
形式図（改装前）

車輪配置 4-6-2(車軸配置2C1)形の急行用旅客機である。国産の炭水車は日立製作所製で、D50形（9900形）と同じ水槽容量20m3、燃料積載量8.4t、台車は板台枠の2軸ボギー台車を2個履く。
外観は、当時のアメリカ様式そのもので、空気圧縮機、給水ポンプ等もアメリカ式のものが取付けられていた。給水加熱器は、初めの3両 (8200 - 8202) がウォーシントン式給水装置と加熱器を、残りの3両 (8203 - 8205) はエレスコ式給水加熱器を装備していた。後者は間接式の押込み形で、鉄道省制式の「本省式丸型」と同系で、煙突前部の煙室上に取り付けられていた。前者は直接式で、冷温水ポンプを2組使用しポンプと加熱器を一対にしたものである。その他、エコノミー式先台車、アルコ式動力逆転機、ネイサン式機械給油装置、フランクリン式自動焚口扉、動力火格子揺動機、5室チャイム式汽笛などが共通部品であった。ターレットと称される箱形の蒸気分配室が運転台室外の火室上に設けられていたのも、当時のアメリカ近代大型機の特徴であった。
動輪直径は、18900形の1750mmより小さい1600mmである。弁装置は、左右のシリンダがワルシャート式、中央シリンダのものが左右の動作を連動テコによって合成するグレズリー式で駆動され、外側シリンダ上部前方には弁装置のガイドとテコ受けが露出していた。主動輪は外側、中央とも第2動輪で、クランクの位相は本来3等分であるが、中央シリンダが傾斜8°傾斜していたため、わずかに左右とずれており、右と中央が128°22'、中央と左が111°38'となっている。

## 経歴
来着した本形式は、さっそく各種試験に供された。5月からは鉄道省官房研究所の機関車試験室での台上試験と、東海道本線の沼津 - 米原間での走行試験が実施された。走行試験においては、18900形に比べて動揺が少なく、引張力の25%増加が確認されたが、動輪径が小さくバイパス弁がないため惰行運転が劣り、火格子面積が過大で、機関助士の投炭作業が困難であった。アメリカ製の付属機器についてもそのまま試験に供され、データが集められたが、先台車、動力逆転機、火格子揺動機、焚口扉、汽笛等が、以降の制式機関車に採用された。
そのデータは国産化C53形の設計に生かされることになり、本形式に対しても31項目にわたる改装が1928年春に浜松工場で行なわれた。大半は日本での習慣や日本人の体格に合わせるための部品交換や改装であったが、一番の問題は、煙室扉下部にグレズリー式弁装置が露出していることで、これはシンダ（石炭の燃えカス）清掃の際に故障の原因にもなることから、シンダ除けのエプロンが増設された。
運用試験では一時期神戸庫に配属されて山陽本線にも入線したが、最終的に6両全車が名古屋鉄道局に配属された。沼津庫と名古屋庫に配置された本形式は東海道本線で旅客列車と一部の貨物列車を牽引し、一時は上り特急4列車を牽引したこともあったが、超特急「燕」の運転開始時には炭水車を「燕」運用に投入されたC51形5両と交換している。しかし、上述の火格子面積の大きさに起因する燃料消費量の多さや、弁装置の調整不具合による駆動部品の損傷の発生、加えてそれまでの慣習に合わない付属機器の操作や保守に難儀したことで不評を買った。中央ピストンが落下し、中ビク（中央ロッドのビッグエンド）が路面に突き刺さり脱線転覆したことすらあった。
さらにC53形が行き渡ったことで持て余された結果1932年には全車が第1種休車となり、沼津、浜松、名古屋、稲沢の各機関庫構内で長期間留置された。
その後、輸送需要の増大もあって山陽本線の瀬野 - 八本松間（瀬野八）の補助機関車（補機）として本形式を転用することが1934年に決定、1935年春にはC52 4号機を浜松工場で改装し、翌年夏までに全車の改装を完了した。改装に際して給水加熱器や空気圧縮機などの装備品を交換、蒸気ドームは加減弁の変更もあって大型の背の高いものとなり、火室上の蒸気分配室も運転室内に移された。使用圧力は14 kg/m2に向上し、火格子面積は3.25 m2に縮小された。また、動力火格子揺動機は撤去され、煙突も小ぶりのキャップ付であったものが、単純なパイプ型に交換された。一方、後部補機に用いられることから走行中に連結器を解放するための装置を取り付け、瀬野機関区転属後には前照灯を炭水車に移設している 。
改装後の本形式が配置された広島機関区瀬野機関支区では編成重量300 t以上の旅客列車には単機、貨物列車は重連という形でD50形とともに補機運用に使用されたが 、D50形と比較して元が旅客機であった本形式は牽引力に劣る一方で石炭消費量は多く、軌間の広がりや犬釘の緩みなど線路への悪影響を与えたこと、機関車自体の保守も煩雑になり、八本松から瀬野や広島へ回送する際の逆行運転では視界が悪いといった点が嫌われたこともあって 、戦時体制への移行に伴い山陽本線の輸送力増強が進められた1941年にD51形、さらに1943年からはD52形が瀬野機関支区へ配属され、以降は下関操車場入換用として下関機関区に転属した。しかし、1945年の終戦で貨物列車が大幅に削減されたこともあって順次休車となり、1947年に全車が廃車された。払い下げられたもの、保存されたものはない。また、C52 3の炭水車は水槽部分が山口線管理所の用品入れとして1960年代まで利用されていた。